# Chevrolet Equinox
Chevrolet Equinox er en mellemstor SUV, som kom på markedet i 2005 og som kun sælges i Nordamerika. GM betegner selv bilen som en lille SUV på trods af dens længde på næsten 4,8 meter.

## Første generation (2005−2009)
Den første generation af Equinox var baseret på samme platform ("GM Theta") som Opel Antara, Pontiac Torrent, Suzuki XL7 og flere andre bilmodeller. Equinox havde for- eller som ekstraudstyr firehjulstræk.
Equinox blev drevet af en i Kina bygget 3,4-liters V6-motor med 138 kW (188 hk). Siden faceliftet i 2008 findes modellen også i en sportsudgave med en stærkere 3,6-liters V6-motor, som ydede 190 kW (258 hk) og accelererede Equinox på mindre end syv sekunder fra 0 til 96 km/t.
I et lavt styktal på 115 biler blev Equinox i 2007 og 2008 også bygget som brændselscellebil. Disse biler adskilte sig optisk tydeligt fra de almindelige Equinox-modeller, da f.eks. forlygterne var overtaget fra søstermodellen Pontiac Torrent.

## Anden generation (2009−)
Siden sommeren 2009 er anden generation af Equinox på markedet. Den grundlæggende tekniske platform er uændret, men bilen ser mindre ud end forgængeren. Motorerne er ligeledes blevet modificeret fra bunden af, så bilen nu fås med en 2,4-liters firecylinder og en 3,0-liters V6 med næsten uændret effekt.
Fra USA har nogle autotests udmeldt betydeligt højere brændstofforbrugsværdier for 2010-modellen af Equinox end opgivet af fabrikanten.
Modellen findes i udstyrsvarianterne LS, LT og LTZ. Priserne ligger alt efter version mellem 22.440 og 29.795 US$.